# Filiberto Petiti
Filiberto Petiti (Torino, 14 novembre 1845 – Roma, 26 luglio 1924) è stato un pittore e incisore italiano.

## Biografia
Nato a Torino, ultimo di dodici fratelli, da Giuseppe, corriere di Gabinetto con Carlo Alberto, e da Giuseppina Chiorando, Filiberto Petiti, compiuti gli studi tecnici si impiegò come scrivano. Il conte Filiberto Avogadro di Collobiano, suo padrino, lo presentò al pittore Felice Cerruti Beauduc che gli diede i primi insegnamenti di tecnica del disegno e dell'acquerello. Petiti apprezzava la pittura di sapore romantico di Angelo Beccaria e di Carlo Piacenza che seguivano le orme del paesaggista svizzero Alexandre Calame.

### Il periodo fiorentino
Trasferito a Firenze nel 1867, quando la Capitale lasciò Torino, conobbe Niccolò Barabino, Stefano Ussi, Telemaco Signorini ed entrò nel gruppo dei macchiaioli, pur conservando il gusto per il paesaggio lirico e romantico, privo di riferimenti con la vita reale. Nel 1865 aveva esposto alla Promotrice di Torino, ma si impose all'attenzione del pubblico all'Esposizione fiorentina di Belle Arti, del 1873, quando presentò "Il renaiuolo", "Sorrisi d'Autunno" e "Rive di un torrente".

### Il trasferimento a Roma
Nel 1874 lasciò Firenze, per Roma. Qui incontrò il pittore piemontese Carlo Pittara, seguace della "Scuola di Rivara" che tendeva a superare il bello accademico attraverso un cauto verismo. Petiti fu incantato dai paesaggisti romani, in particolare dagli effetti atmosferici di Achille Vertunni e dagli immensi spazi aperti di Nino Costa. Dipinse vedute di campagna, luoghi solitari, cieli nubi e paludi, e i boschi in autunno, osservando tutto dal vero, ma conservando ricordi della scuola francese di Barbizon, mutuata attraverso le sue prime esperienze piemontesi.
Nel 1875 espose con la Società degli Amatori e cultori delle Belle Arti, in Roma, il disegno "Ritorno dalla pesca" e l'olio "Novembre nei dintorni di Firenze". L'anno successivo sposò Teresa Antonicoli, da cui ebbe un figlio: Enrico. A febbraio 1878 entrò nell'Associazione degli Acquarellisti romani, aprendo la sua tavolozza a tinte più limpide e luminose.

### Pittore a tempo pieno
Nel 1881 Petiti abbandonò il lavoro di impiegato, per dedicarsi interamente all'arte. In quell'anno partecipò all'Esposizione nazionale Belle Arti di Milano con "Il barcaiolo", "Giornata di vento", "La quiete" e "Visita alla tenuta - campagna romana" che fu acquistata dalla Galleria d'arte moderna di Milano. Con gli Acquarellisti di Roma espose "La quiete", "Una giornata di vento", "Colle di San Giovanni-Piemonte", "Il boscaiolo" e lo schizzo dal vero "Il sor Cionfo!". Nel 1883 presentò, a Brera, "Mattino presso Marino" e all'Esposizione internazionale di Roma gli acquerelli "Cavalli al beveraggio", "Dopo il temporale" e "Sole d'inverno".  A Torino, con gli Amatori e cultori, nel 1885, presentò "Sulla riviera", "I bagni pubblici a Levanto", "Casolare presso Torino", "A Piedicavallo in Val d'Andorno", "Scogliera presso Levanto", e "Il Promontorio". All'Esposizione nazionale artistica di Venezia del 1887, inviò "All'aperto" e "Lavandaie".
Divenne amico del pittore Cesare Tallone che eseguì un suo ritratto. La regina Margherita di Savoia visitò tre volte il suo studio. All'Esposizione universale di Parigi del 1900 Petiti presentò "Maccarese". Nel 1901 e nel 1903 fu presente alla Biennale di Venezia. Nel 1907 entrò nel gruppo dei XXV della campagna romana, con il soprannome di "Gatto soriano". Petiti fu anche incisore e suoi disegni, due rami e alcune acqueforti si conservano all'Istituto centrale per la grafica di Roma.
Nel 1891 la sua grande tela "Le ultime foglie", dipinta dal vero in un bosco presso Marino, fu esposta a Berlino e acquistata dall'imperatore Guglielmo II per la Nationalgalerie. Partecipò all'Esposizione internazionale di belle arti del 1911 con "Dal monte al piano", e nel 1912 espose acqueforti agli Amatori e cultori, a Torino. 
Fu membro dell'Accademia di Brera e dell'Accademia di San Luca che possiede il suo dipinto a olio "Nel bosco" e l'"Autoritratto"  del 1915. Petiti espose alle Biennali romane del 1921 e del 1923, e nel 1922 alla mostra collettiva dei XXV della campagna romana. 

### Altre opere in musei
- "Nella Maremma", "Quiete" e "Quiete minacciata". Torino, Galleria d'Arte Moderna.
- Tre paesaggi. Firenze, Galleria d'arte moderna di Palazzo Pitti.
- "Campagna romana" e "Un torrente". Roma, Galleria nazionale d'arte moderna.
- "Ore autunnali", "Solitudine - Alla barriera Nomentana", "Paesaggio con rovine di un castello sul Soratte" (acquerello). Roma, Galleria d'arte moderna di Roma Capitale.
- "Sorrento", "Mattino d'autunno", "Ultimo raggio", "Paludi - Maccarese". Roma, Quadreria del Quirinale.